# Honfleur nella bruma
Honfleur nella bruma, anche noto come Honfleur nella nebbia (Honfleur dans la brume), è un dipinto a olio su tela del pittore svizzero, naturalizzato francese, Félix Vallotton. Il quadro venne dipinto nel 1911 ed è conservato al museo di belle arti di Nancy.

## Storia
L'opera venne realizzata in studio, partendo da una serie di abbozzi del paesaggio. Il dipinto entrò nelle collezioni del museo di belle arti di Nancy nel 1965 in seguito ad un lascito della vedova del mecenate Henri Galilée.

## Descrizione
La composizione a olio su tela rappresenta il porto di Honfleur, in Normandia. Essendosi affezionato alle rive della Normandia come molti altri artisti del diciannovesimo secolo, Félix Vallotton scoprì Honfleur durante l'estate del 1901 e vi soggiornò regolarmente a partire dal 1909. In effetti il pittore si espresse con queste parole su questo luogo:
Questa tela rappresenta una veduta a volo d'uccello sul porto di Honfleur immerso nella nebbia, creando un effetto che lascia sfumeggiare i tetti d'ardesia della città.

## Analisi
L'opera è insolita nella produzione di Félix Valloton, con la sua dolcezza, i toni a pastello e la poesia che contrastano con il resto dei suoi dipinti, tutti focalizzati sulla violenza e stridenti. 